# Diplazon scrobiculatus
Diplazon scrobiculatus là một loài tò vò trong họ Ichneumonidae.